# Última Hora (diari de Barcelona)
|  | Aquest article tracta sobre Última Hora. Vegeu-ne altres significats a « Última Hora». |

Última Hora (Informació Crítica Reportatge) va ser un diari barceloní escrit en català que es va publicar des de l’octubre de 1935 fins a l’abril de 1938. Vinculat a Esquerra Republicana de Catalunya, sortia al carrer al vespre. El periòdic va destacar per la seva bona factura tècnica i el seu disseny modern i innovador, obra del periodista i tipògraf Josep Escuder.

## Origen
El diari Última Hora va aparèixer per primera vegada el 18 d’octubre de 1935. Publicat a Barcelona i en català, es tractava d’un diari considerat de tarda, ja que l'edició sortia al carrer al vespre. Estava vinculat a Esquerra Republicana de Catalunya, el que feia pensar que Última Hora era un complement a La Humanitat, el principal periòdic d’aquest partit.
La capçalera del diari anava acompanyada del subtítol “Informació Crítica Reportatge”. Última Hora naixia amb la voluntat d’aportar modernisme al periodisme de l’època, el que quedava reflectit tant en el disseny com en el contingut. A l'editorial de presentació, deixava clar l’objectiu del mitjà: ser “una idea moderna de les exigències informatives del nostre temps”. En aquest mateix editorial també s’afirmava que el diari pretenia convertir-se en “un full de grans multituds”. Per això, cobraven protagonisme els reportatges d’actualitat ciutadana.

## Història
Última Hora treballava des del centre de la ciutat de Barcelona. Tenia la redacció a la ronda Universitat número 25 i la impremta al carrer Tallers número 48. L'empresa que s’encarregava de la publicació era Editorial Llibertat S.A., que també treia al mercat La Humanitat i La Campana de Gràcia.
Última Hora es va publicar durant més de dos anys i mig. Tot i ser un periòdic amb molta informació cultural i de societat, com se l’anomenaria avui dia, també mantenia un fort caràcter de diari polític. Va celebrar el triomf del Front Popular a les eleccions generals del 1936. Per exemple, poc després d’aquesta victòria, va posar al carrer un cartell lluminós que saludava les persones que havien rebut l’amnistia dictada pel nou govern.
El juny del 1936, el redactor en cap del diari, Josep Escuder, va abandonar Última Hora. El periodista havia tingut un paper important en el periòdic, ja que l’havia dotat d’una identitat pròpia gràcies al seu disseny. La bona factura tècnica de què podia presumir Última Hora es devia a les innovacions que Escuder havia portat dels Estats Units. Els treballadors del diari havien après del redactor en cap, de forma que van poder mantenir les característiques de la publicació malgrat la seva marxa.
Amb l'esclat de la Guerra Civil espanyola, Última Hora va haver de canviar el to per cobrir el conflicte bèl·lic. Des d’aleshores, el contingut principal del diari eren els fets relacionats amb la guerra. Tot i així, van mantenir part del seu caràcter amè basat en els reportatges i la fotografia. En aquest sentit, van publicar un seguiment il·lustrat de la Volta a França; un reportatge de la pel·lícula El capitán Blood, protagonitzada per Errol Flynn; o una evocació del poeta i dibuixant català Apel·les Mestres, que va morir el dia que es va iniciar el conflicte.
Poc després de començar la Guerra Civil espanyola, el director d’Última Hora, Josep Maria Massip, va marxar a l'estranger. Josep Roig i Guivernau el va substituir i es va mantenir en la direcció fins a la desaparició del diari.
A partir del 22 de juliol del 1936, el diari va haver de reduir el nombre de pàgines a causa de la falta de paper i de recursos econòmics. Fins aquell moment, Última Hora solia comptar amb vuit pàgines, de vegades fins i tot en sortia amb dotze. A partir d’aleshores, però, el diari va estar format només per quatre pàgines. Després de gairebé dos anys amb dificultats per subsistir, Última Hora va publicar el seu darrer número el 23 d’abril de 1938. El periòdic va tancar degut a la manca de paper, conseqüència de la guerra.

## Característiques
Última Hora era un diari amb un format llençol. Tenia vuit pàgines, que al principi podien arribar a dotze i que es van reduir a quatre a partir de la guerra, i comptava amb set columnes.
Josep Escuder va ser el responsable del disseny modern del diari. El tipògraf i periodista català havia emigrat als Estats Units, de forma que coneixia molt bé la premsa nord-americana. Per això, en tornar a Catalunya va portar a Última Hora totes les innovacions d’aquestes publicacions. La capçalera ja era una mostra de l'esperit renovador del diari. Era de color verd, el que ressaltava dins el mateix periòdic i entre tots els diaris en blanc i negre de l’època. Els titulars imitaven l'estil de la premsa dels Estats Units: la primera línia es justificava a l'esquerra i la segona a la dreta, de forma que es deixaven espais blancs que donaven “aire” a les pàgines.
El disseny d’Última Hora estava perfectament estudiat. Les fotografies ocupaven un lloc important al diari. Normalment totes les pàgines n’incloïen alguna. Es buscaven fotografies exclusives i, a poder ser, que no fossin un simple acompanyament del text. Si no comptaven amb imatges, utilitzaven il·lustracions del dibuixant Arteche. Aquest recurs era freqüent, per exemple, a les notícies de judicis o de combats de boxa.
El diari La Humanitat va elogiar el disseny d’Última Hora en un article publicat el 19 d’octubre de 1935, l'endemà de la sortida del primer número. A l’article, titulat “Última Hora, un gran diari de la nit”, es deia:
“Amb una presentació àgil, que plasma un tipus de diari gran a la moderna, expressiu i vivaç, Última Hora afegeix un gran contingut informatiu. […] Cal destacar especialment les seccions d’esports i de cinema, tractades de manera que, pel seu contingut, ajust i presentació, signifiquen una revolució en el nostre món periodístic.”

Última Hora feia un periodisme de carrer. No només s’esperaven les informacions procedents de butlletins, sinó que alguns redactors sortien a buscar les notícies. El diari tractava temes de política catalana, espanyola i internacional. De vegades incloïa editorials d’Esquerra Republicana degut a la vinculació que mantenia amb el partit. Però on més destacava Última Hora era en la informació d’interès ciutadà, explicada sobretot en forma de reportatges. També es donava molta importància a les seccions de cultura i esports, que es presentaven amb un disseny atractiu semblant al de les revistes il·lustrades de l’època. A cultura, per exemple, sempre hi havia espai per les pel·lícules i per una secció de crítica literària de Joan Alavedra anomenada Mirador Discret.
El diari tenia una concepció gràfica al darrere, sobretot per la influència de Josep Escuder. Es preferia que els textos no fossin massa llargs i que captessin l’atenció del lector des del principi. S’incloïen titolets entre el cos del text per facilitar la lectura i entrefilets per separar les notícies. Es buscava l'equilibri a les pàgines entre text, tipografies, fotografies i fins i tot blancs, que es tenien molt en compte.

## Plantilla[5]
Directors
- Josep Maria Massip (1935 – 1936)
- Josep Roig i Guivernau (1936 – 1938)

Redactors i col·laboradors
- Josep Escuder (redactor en cap)
- Josep Aymamí Serra
- Salvador Marsal
- Josep Maria Lladó
- Andreu Avel·lí Artís “Sempronio”
- Irene Polo
- Ángel Zuñiga
- Carles Pi Sunyer
- Joan Alavedra
- Joaquim Vila
- Josep Arteche (dibuixant)
- Agustí Centelles (fotògraf)